# Wishoskan
Wishoskan, ime malenoj porodici indijanskih jezika kojima se služe plemena s kalifornijske obale, u područjima donjeg Mad Rivera, ušća rijeke Eel i dijela Humboldt Baya. Ime Wishosk došlo je od naziva Weeyot Indijanaca plemenima s donjeg Iako i Humboldt Baya, odnosno Wishoskima i možda Patawatima. Gibbs navodi kako su wee-yot i wish-osk dijalekti istoga jezika rašireni od rta Cape Mendocino do Mad Rivera i u unutrašnjost do podnožja prvih planina. Swanton navodi 3 plemena koja govore wishoskan dijalektima, to su Batawat ili Patawat s donjeg Iako; Wiki s Humboldt Baya, pleme koje poznajemo i kao Wishosk i Wiyot ili Weeyot s donjeg Eel Rivera. Imena posljednjih dviju grupa suvremeni autori poistovjećuju ne smatrajući bitnim što plemena nisu ista. Wishosk jezici ponekad se dovode u vezu s jezicima Weitspekan Indijanaca i povezuju u širu porodicu Ritwan, koja se smatrala dijelom Velike porodice Algonquian-Wakashan, sada nepriznate. 

## Jezici
Jedini jezik je jezik wiyot

## Vanjske poveznice
- Wishoskan Family
- Algic, Wiyot (14th)
- Algic, Wiyot (15th)